# Göstorp skog
Göstorp skog är ett naturreservat i Veinge socken i Laholms kommun i Halland.

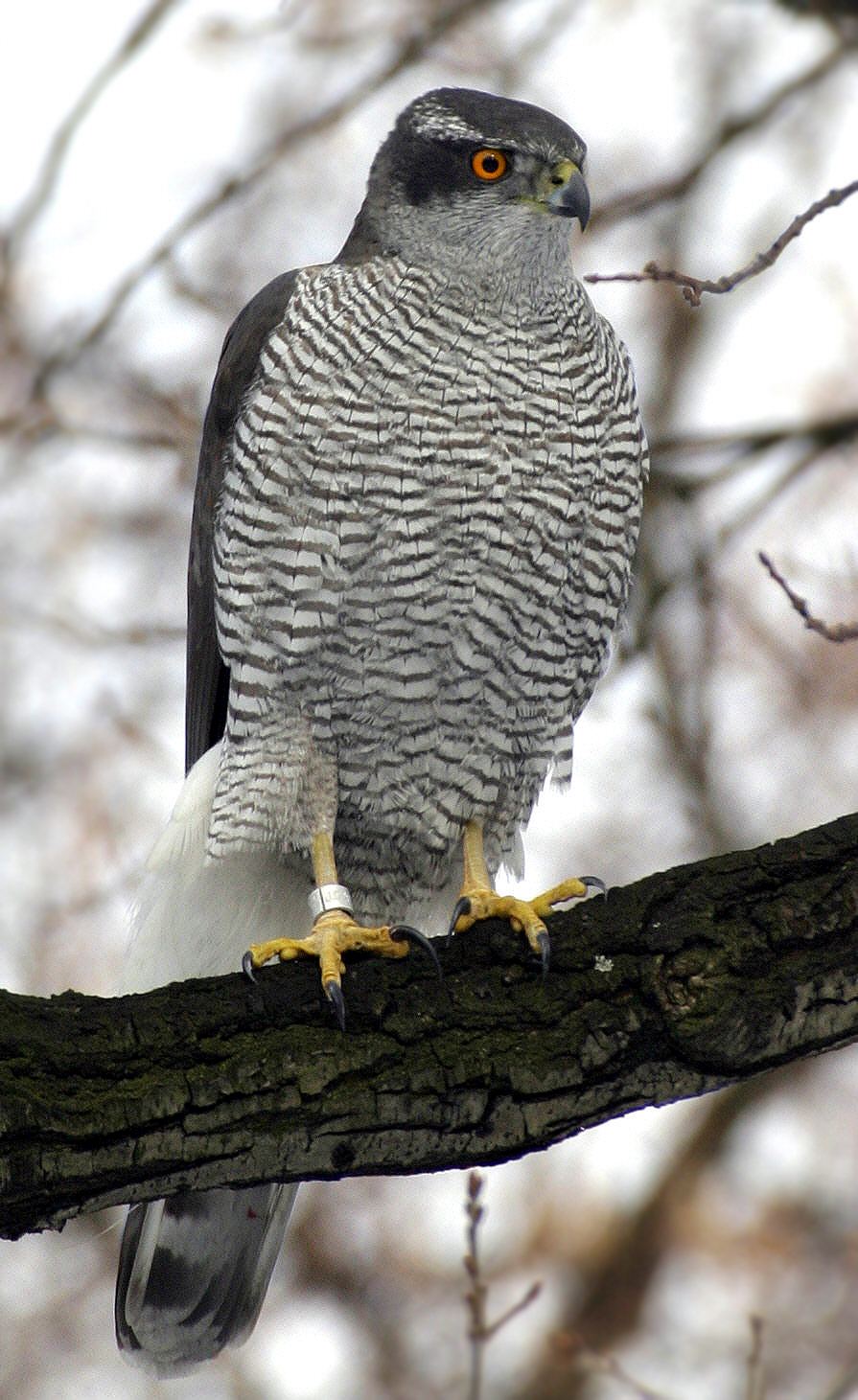
Duvhök

Reservatet är beläget mellan Veinge och Mästocka. Det är skyddat sedan 1987 och 178 hektar stort. Området består dels av ett avsnitt med gammal ädellövskog och ett avsnitt sluttningsmyr.  I reservatet finns fågelarter som ormvråk, tjäder, mindre hackspett, stenknäck, duvhök, stjärtmes och korp.
Inom ädellövskogen finns fuktstråk med björk och alsumpskog. Här finns även storblockig moränmark, myrstråk och kärr. En större och en mindre vattenspegel finns inom området, Sandbergs sjö och Kolken.

## Källa
- Göstorp skog, Länsstyrelsen i Hallands län

1. 1 2 3 4 5  Skyddade områden, naturreservat, 18 december 2015, läs onlineläs online, läst: 20 januari 2017.[källa från Wikidata]
2. 1 2  Skyddade områden, naturreservat, 25 februari 2020, läs onlineläs online, läst: 25 februari 2020.[källa från Wikidata]